# 文体論
文体論（ぶんたいろん、英語: stylistics）は、文章（文体）を扱う応用言語学および文学の部門。文体の分類によって扱い方が異なる。

## 20世紀初頭
文体の分析は修辞学にさかのぼるものの、現代の文体論は、20世紀初頭のロシア・フォルマリズム、およびにそれと関連するプラハ学派にその起源を持つ。
1909年、シャルル・バイイは『Traité de stylistique française』において、フェルディナン・ド・ソシュールの言語学を補う独立した学術的分野としての文体論を提唱した。バイイによれば、ソシュールの言語学では個人の表現を充分に記述することができなかった。バイイの方針はプラハ学派の狙いによく一致した。
ロシア・フォルマリストの思想を先に進めて、プラハ学派は前景化の概念を打ちたてた。そこでは、（日常の言語規範からの）逸脱および平行性によって詩的言語と文学的な背景をもたない言語とが異なると仮定された。しかし、プラハ学派によれば、この背景言語は一定ではなく、したがって、詩的言語と日常言語の関係は常に変化するものだった。

## 20世紀後半
ロマーン・ヤーコブソンは、1940年代にアメリカ合衆国に移住する以前、ロシア・フォルマリズムとプラハ学派の活発なメンバーであった。1958年にインディアナ大学で開かれた文体論会議の閉会講演において、ヤーコブソンはロシア・フォルマリズムとアメリカのニュー・クリティシズムを融合させた。1960年に「言語学と詩学」の題で公刊されたヤーコブソンの講演は、しばしば文体論の最初の首尾一貫した定式化であると見なされる。この講演においてヤーコブソンは詩的言語の研究が言語学の一分野であるべきだと主張した。ヤーコブソンが講演で述べた言語の6つの一般的機能のひとつは「詩的機能」だった。
M・A・K・ハリデーは、イギリスの文体論の発達において重要な人物である。ハリデーの1971年の「言語機能と文体：ウィリアム・ゴールディング『後継者たち』の言語の調査」が、その基本をなす論文である。ハリデーの貢献のひとつに、言語とそのコンテクストを結びつきを説明するための使用域という用語がある。ハリデーにとって、使用域は方言とは異なるものである。方言が特定の地理的または社会的コンテクストにある特定の話者の習慣的言語を指すのに対し、使用域は話者による選択を示し、その選択はフィールド（談話の関与者が何を扱うか、たとえばある特定の話題・主題について討論するなど）・テナー（誰が関与するか）・モード（言語の様式）の3つの変項に依存する。
ファウラーは、フィールドの違いによって、とくに語彙の水準において異なる言語が生まれると指摘している。言語学者のクリスタルは、ハリデーの「テナー」はおおむね言語学者が使う「スタイル」という語に等しく、あいまいさを避けるために後者の語を用いる方がよいと指摘している。第3の範疇である「モード」は、ハリデーによれば状況の記号的組織を指す。言語学者のウィリアム・ダウンズは、モードの範疇のなかに異なる2種類の面があると考え、モードは媒体（書面、口頭など）との関係を記述するだけでなく、テクストのジャンルをも記述すると指摘している。ハリデーは、ジャンルをコード化済みの言語であり、単に以前に使われた言語ではなく、テクストの意味の選択をあらかじめ決定するものと見なしている。ダウンズは使用域の主要な特徴は、いかに奇抜で多様であろうとも、明白で即座に認識可能であることであるとした。

## 社会的な形式
手紙・電子メール、学術論文、演説、会話、法律の条文など文章を書かれる状況や目的によって分類してそれぞれの特徴を考察する。

## 性質
文は長いか短いか、音の規則（韻律）があるかないか、よく使っている単語の種類（俗語か雅語か、抽象的な語か具体的な語か）は何か、などある要素に着目して文章を考察する。方法の一つとしてコーパスを用いた単語の統計的な処理がある。

## 修辞法
文学でいう文体論は作家の文章の癖や傾向、用いている技法について考察することである。